# 폴란드 U-18 축구 국가대표팀
폴란드 U-18 축구 국가대표팀(폴란드어: Reprezentacja Polski U-18 w piłce nożnej)은 폴란드를 대표하는 18세 이하의 축구 국가대표팀으로, 폴란드의 축구 관리 기관인 폴란드 축구 협회의 관리를 받는다.